# Avföring

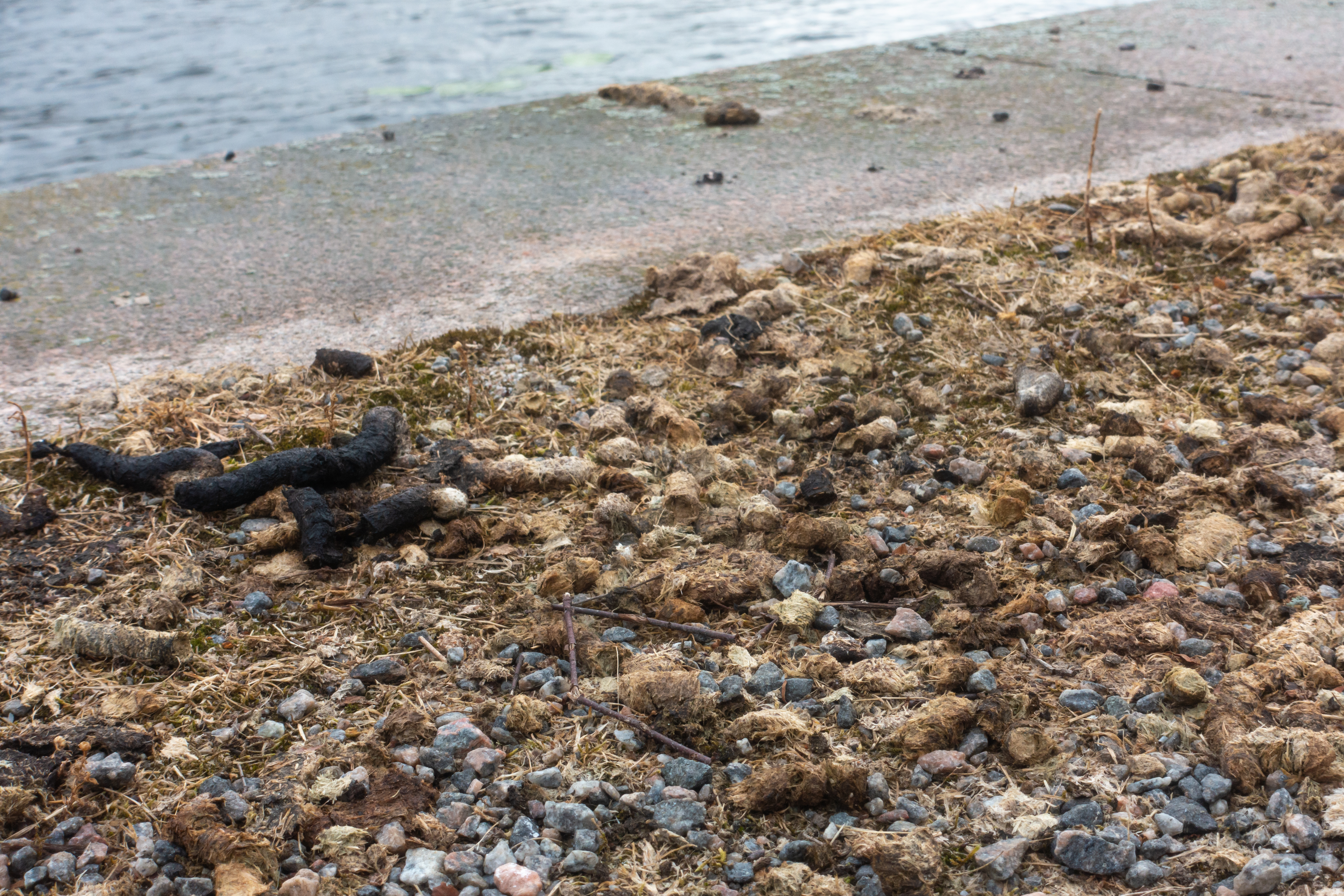
Fågelspillning, efter främst vitkindade gäss, längst kajkant i Stockholms innerstad 2021.

Avföring är den solida substans som återstår av födan efter att den passerat genom en organism, som absorberat delar av dess näringsinnehåll. Utsöndrandet av denna substans kallas defekation. Avföring kallas även faeces (latin) och exkrement. Spillning är en vanlig benämning på djurs avföring.

## Klassifikation
I en del länder, bland annat Sverige, används inom äldreomsorgen och sjukvården termerna A (stor) och a (liten) för att ange avföringens kvantitet. Denna dokumenteras sedan på en så kallad avföringslista. Dock använder vissa vårdinrättningar sifferbeteckningar där 1 står för liten, 2 för mellan och 3 för stor. För att ytterligare precisera kvantiteten används också ibland plustecken respektive minustecken, som kombineras med siffrorna. Ibland används även termerna D (stor) och d (liten) för särskild klassifikation av lös avföring.
Avföring kan också klassificeras utifrån hur hård eller lös den är, på en sjugradig skala, Bristol Stool Scale, vilken bland annat används inom sjukvården.

## Beståndsdelar
Avföring hos samtliga arter med ett fungerande matspjälkningssystem består i huvudsak av ämnen som avsedd art ej kan tillgodogöra sig. Hos människan består avföringen av stora och ospjälkade molekyler såsom cellulosa, hemicellulosa, pektin samt lignin. I avföringen finns dessutom vatten, bakterier, oorganiska ämnen såsom kalcium och fosfat, samt en liten mängd fett.
Hos däggdjur som människan finns det bakterier i avföringen, som trivs i den näringsrika miljön i tjocktarmen. Dessa bakterier producerar bland annat en del B-vitaminer och vitamin K. De är även en del av kroppens immunförsvar.
Vanligtvis är mängden avföring mellan 75ml och 250ml per dag. Den gulbruna färgen kommer från gallfärgämnens nedbrytningsprodukter, och lukten från aromatiska aminer, såsom skatol och indol. Vid sjukdom kan färgen på avföringen ändras till exempelvis grå eller svart. Mörk avföring kan även orsakas av stort intag av blodmat.

## Djurs avföring

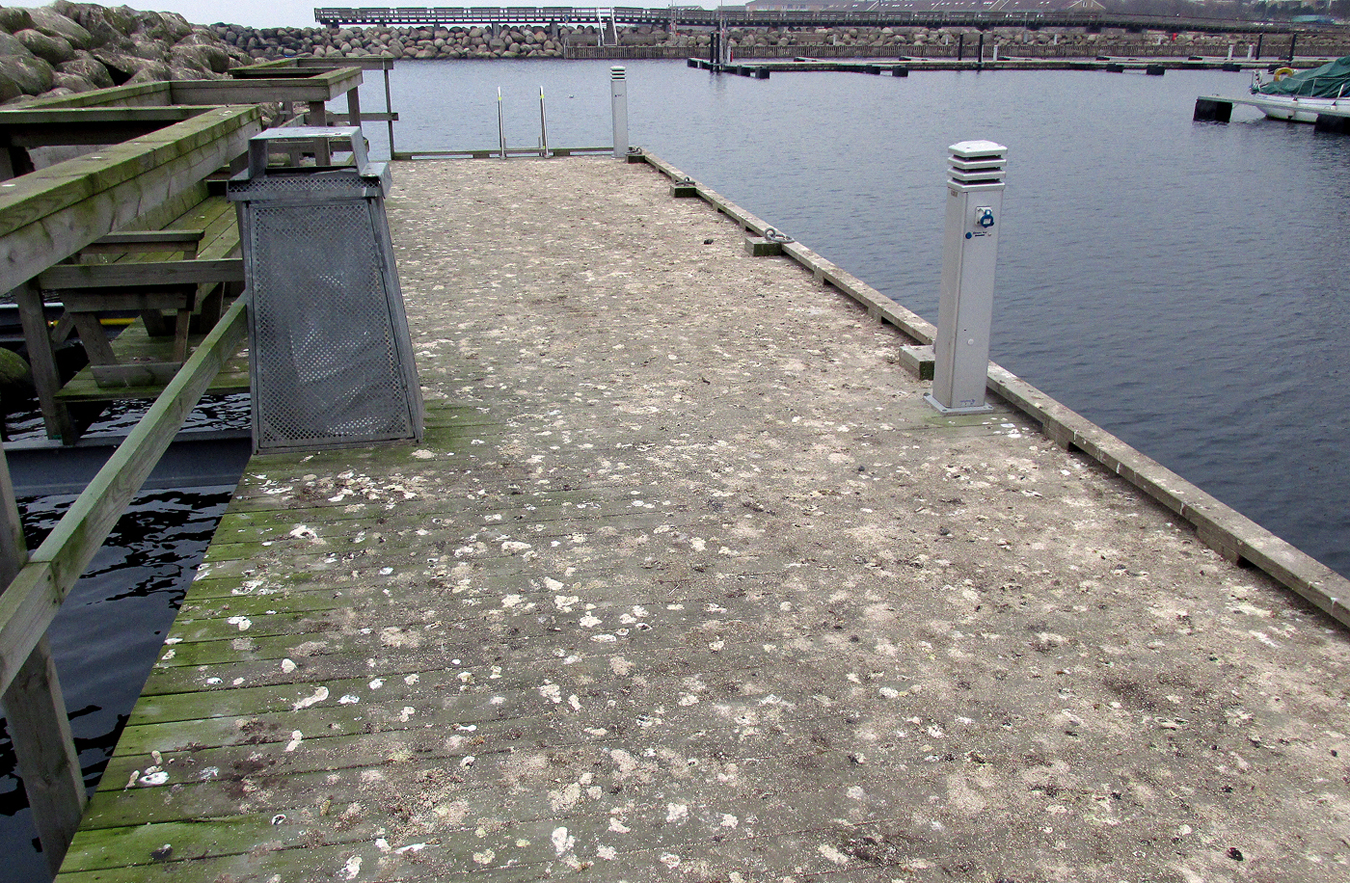
Fågelspillning på en brygga i Ystads småbåtshamn.

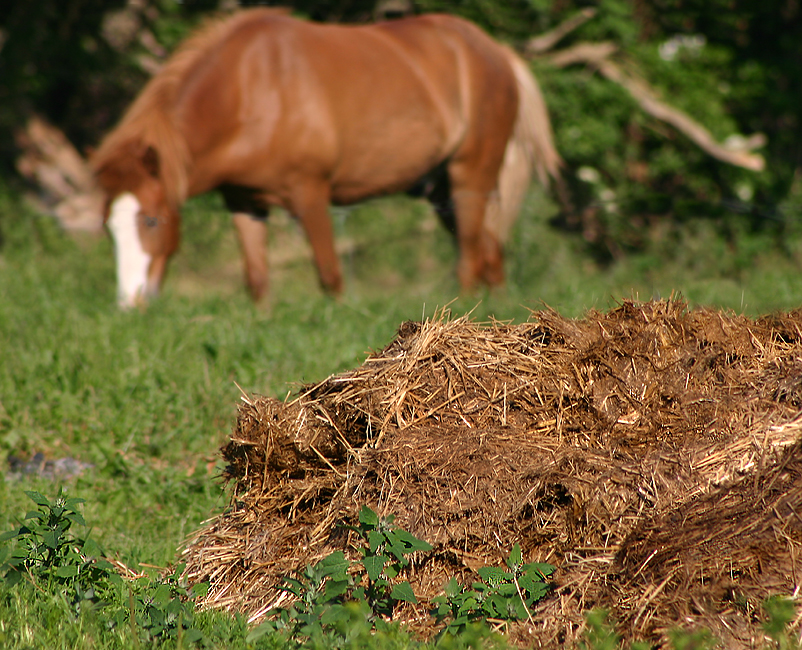
Hästspillning.

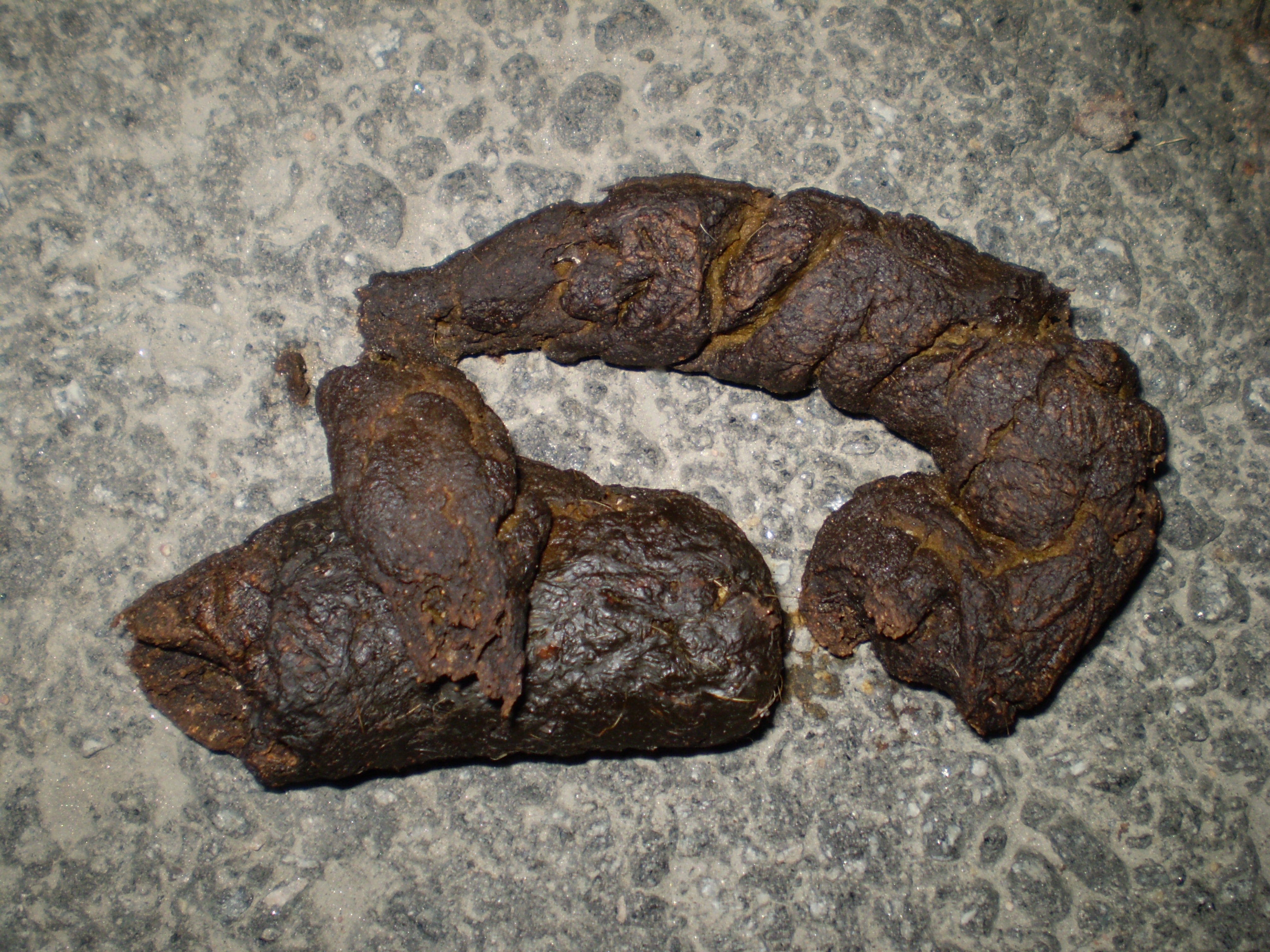
Hundavföring, vilken även påminner om människans avföring.

Vissa djur äter regelmässigt sin egen, sina artfränders eller andra arters avföring; detta kallas koprofagi. Många djur, speciellt insekter och skalbaggar lever av fekalier.
Guano kallas de stora mängder avföring som bildas av fåglar i områden med stor biomassa i havet på grund av uppvällningar. Guano ingår som en viktig del i jordbruk som gödning.
Fossilerad avföring kallas koproliter.